# Busso Bartels
Friedrich Heinrich Hermann Remigius Busso Bartels (* 10. August 1880 in Langendorf; † 24. März 1944 ebenda) war ein deutscher Verwaltungsjurist und Gutsbesitzer.

## Leben
Bartels studierte Rechtswissenschaften in Göttingen und wurde dort 1901 Mitglied des Corps Saxonia. Von 1917 bis 1920 amtierte er als Landrat des Kreises Weißenfels. Später bewirtschaftete er sein Gut Langendorf bei Weißenfels (275 ha). Zu seinem Besitz gehörte außerdem das Rittergut Schlüsselburg (225 ha) im Kreis Minden. Bei einem Bombenangriff auf Langendorf kam er im März 1944 ums Leben. Sein Rittergut Langendorf wurde 1945 im Zuge der Bodenreform enteignet.
Bartels war mit Ehrengard von Reichenau verheiratet, die Tochter Luise wurde die Ehefrau des Joachim von Seydlitz-Kurzbach, zuletzt Brigadegeneral.